# Cheyenne Song
Cheyenne Song est le premier album de Gaëtane Abrial, sorti le 21 avril 2008 chez Emi produit et composé par André Manoukian.

## Liste des chansons
| #   | Titre                      |
| --- | -------------------------- |
| 1.  | Cheyenne Song              |
| 2.  | Je suis contre             |
| 3.  | 68.2008                    |
| 4.  | Les saveurs inconnues      |
| 5.  | 21 Jours                   |
| 6.  | La fille qui dit zut       |
| 7.  | Initiales DD               |
| 8.  | Les bonheurs miniatures    |
| 9.  | Je n’sais pas dire non     |
| 10. | 1+1=1                      |
| 11. | Le spleen du calamar       |
| 12. | Le prêt longue durée       |
| 13. | Pendant qu’on s’embrassait |